# Coregonus bezola
Coregonus bezola és una espècie extinta de peix de la família dels salmònids i de l'ordre dels salmoniformes. Es trobava a Europa: llac Bourget (França). Va desaparèixer durant la dècada de 1960.